# 死せる鳥
『死せる鳥』（しせるとり、西: Aves muertas, 英: Dead Fowl）は、スペインのロマン主義の巨匠フランシスコ・デ・ゴヤが1808年から1812年に制作した静物画である。油彩。1812年に作成されたゴヤ家の財産目録に記された12点の連作ボデゴンの1つで、テーブルの上に置かれた鳥を描いている。現在はマドリードのプラド美術館に所蔵されている。

## 作品

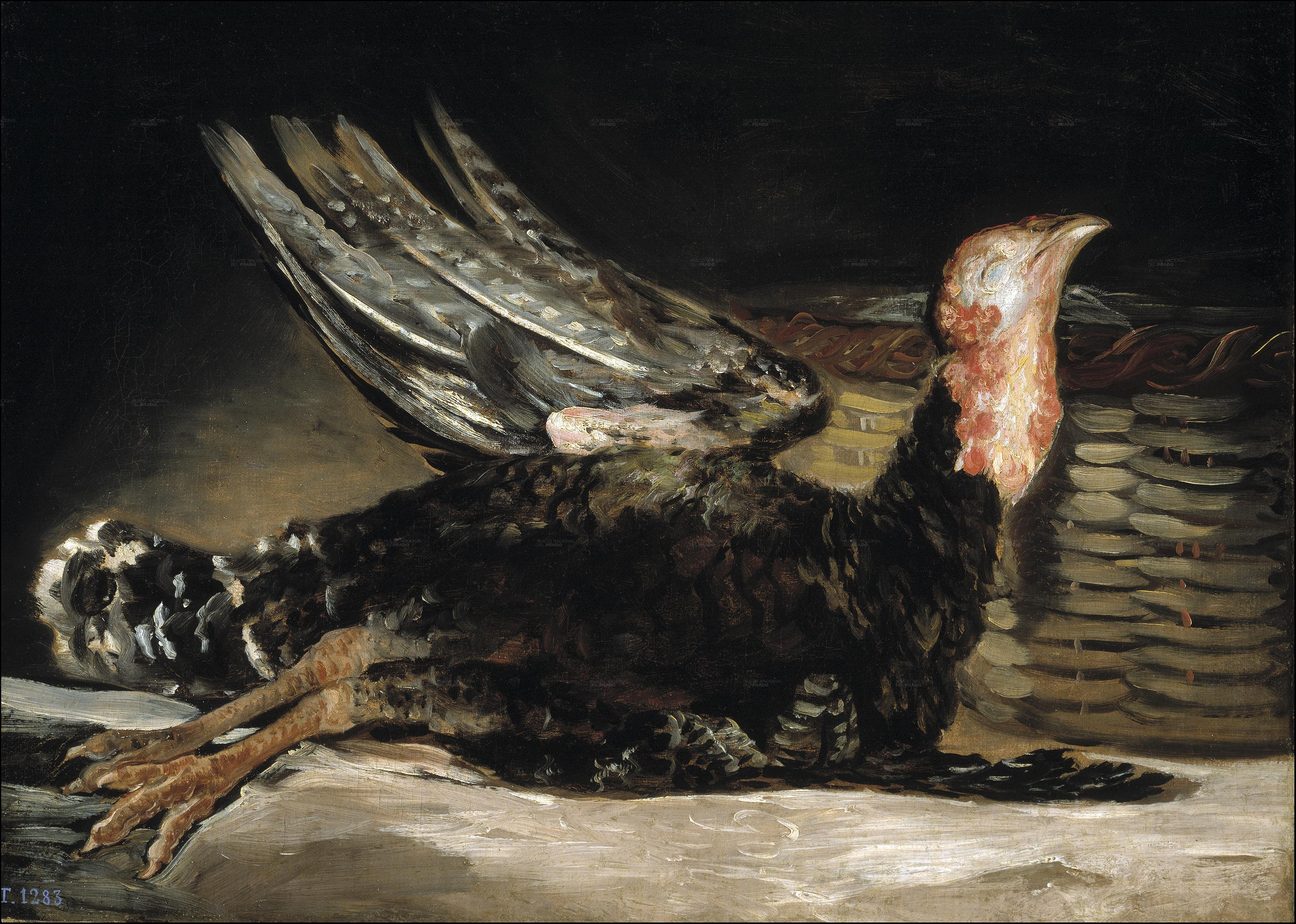
静物画連作の1つ『死せる七面鳥』。1808年から1812年。プラド美術館所蔵。

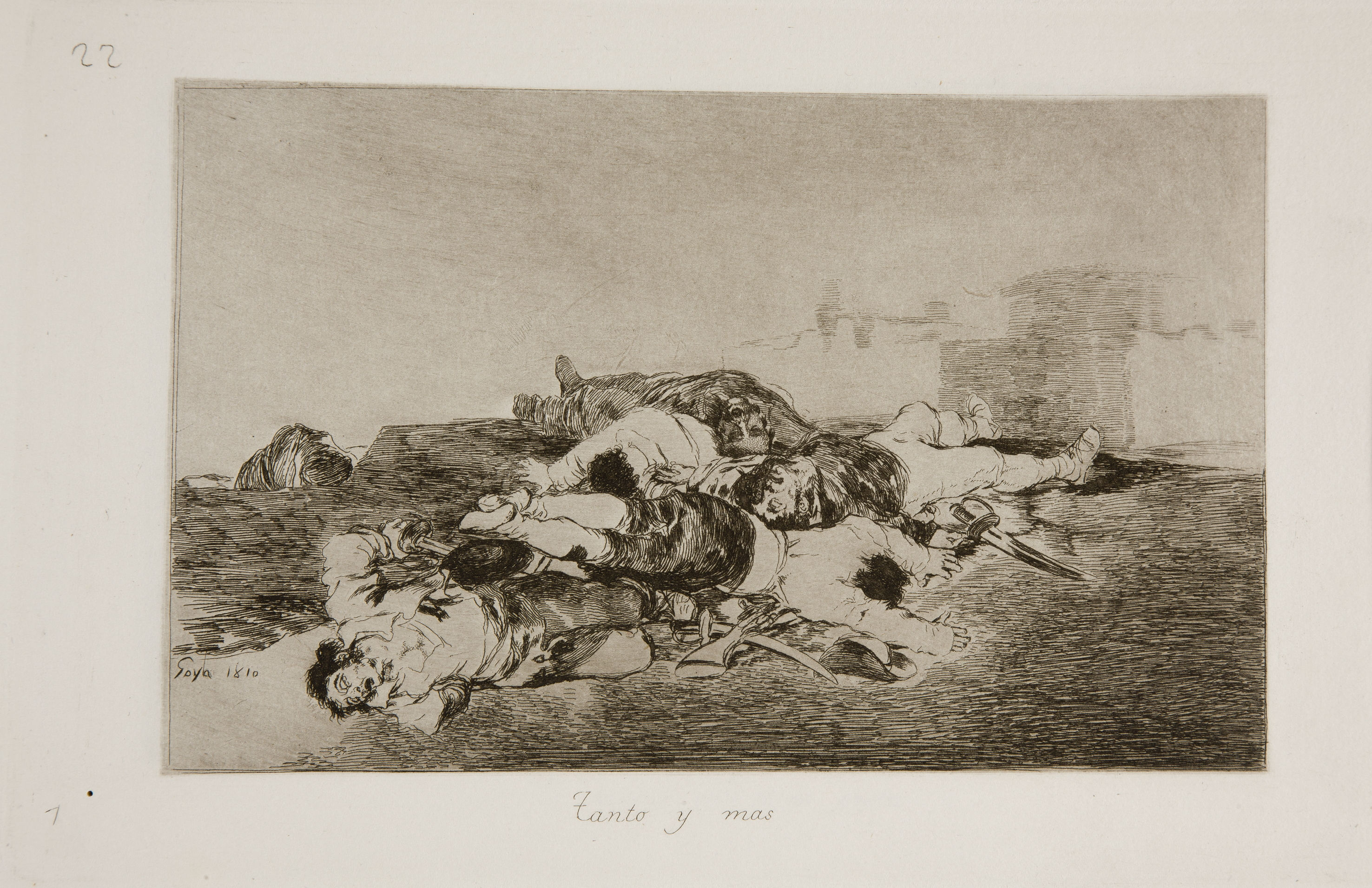
《戦争の惨禍》第22番「これではすまない」。

異なる色の羽毛を持つ5羽のニワトリと籐の枝編み細工の篭が描かれている。5羽のニワトリはいずれも死んでいる。羽毛の色は様々で、白色や、茶色、黒色などのニワトリが画面の中央で無造作に積み重ねられて置かれている。またその右後方には篭が置かれている。篭の上部は布で覆われ、中に入っているものは見ることができない。布には誰かから送られて来たか、あるいはこれから送られる予定であることを示す配送ラベルが縫い付けられている。色調は豊かで温かみがあり、細心の注意を払って描かれている。ニワトリの死体を照らす光は、この作品の劇的な感覚を高めている。
制作年代は1808年から1814年にかけてスペインがフランスと戦った半島戦争の時期と重なっている。非常に多くの作品を残したゴヤだが、静物画を描いたのはこの時期だけであった。ゴヤがこれらの静物画でいずれも殺された鳥や、動物、魚ばかりを描いたことは偶然ではなく、これらの主題はゴヤや多くのスペイン人が半島戦争で目撃した数多くの死と暴力を想起させる。おそらくこれらの静物画はヴァニタスの性格を備えており、戦争で殺された人々の遺体について言及する意図があったと思われる。事実、戦争中では殺戮や飢餓で死んだ遺体は埋葬されずに放置されることが多かった。
絵画は制作時期の重なる版画集《戦争の惨禍》（Los desastres de la guerra）との親和性を示しているが、美術史家ホセ・ロペス＝レイによると、特に第22番「これではすまない」（Tanto y mas）と強い関連性がある。これらの静物画は様々な形式上の特徴を共有しており、そのことが連作に統一感を与えている。

## 来歴
本作品は1812年にゴヤの妻ホセファ・バイユーの死後に作成された財産目録に12点の連作静物画の1つとして記載された。連作は一人息子のハビエル（Francisco Javier Goya y Bayeu）に相続されると、ハビエルはゴヤが死去すると息子マリアーノ（Mariano Goya y Goicoechea）の妻マリア・デ・ラ・コンセプシオン（María de la Concepción）の父である建築家フランシスコ・ハビエル・デ・マリアテギに売却した。マリアテギは死後、連作を娘に遺贈した。1846年にマリアーノはユムリ伯爵フランシスコ・デ・ナルバエス・イ・ボルデーゼ（Francisco de Narváez y Bordese, comte de Yumuri）から貴族の称号を得る融資の担保として連作を預けたが、返済できなかったため1851年にユムリ伯爵に譲渡された。ユムリ伯爵が1865年に死去するとその後作成された財産目録に、マドリード近郊のカラバンチェル・アルト（Carabanchel Alto）の別邸のダイニング・ルームを飾ると記載された。連作は息子のユムリ伯爵フランシスコ・アントニオ・ナルバエス・イ・ラリーナガ（Francisco Antonio Narváez y Larrinaga, comte de Yumuri）に相続されたが、その後連作は分散された。その後、絵画はコンピエーニュのテルベック伯爵ヴィクトル＝フランソワ・レオナール・ユイタンス（Comte Victor-François Léonard Huyttens de Terbecq）、バルセロナのマヌエル・ビダル・ラモン（Manuel Vidal Ramón）、マドリードのラファエル・ガルシア・パレンシア（Rafael García Palencia）によって所有された。1900年3月20日、スペイン開発省はプラド美術館のためにラファエル・ガルシア・パレンシアから本作品を連作の1つ『死せる七面鳥』（Un pavo muerto）とともにそれぞれ3,000ペセタで購入した。

## ギャラリー
関連するゴヤの作品

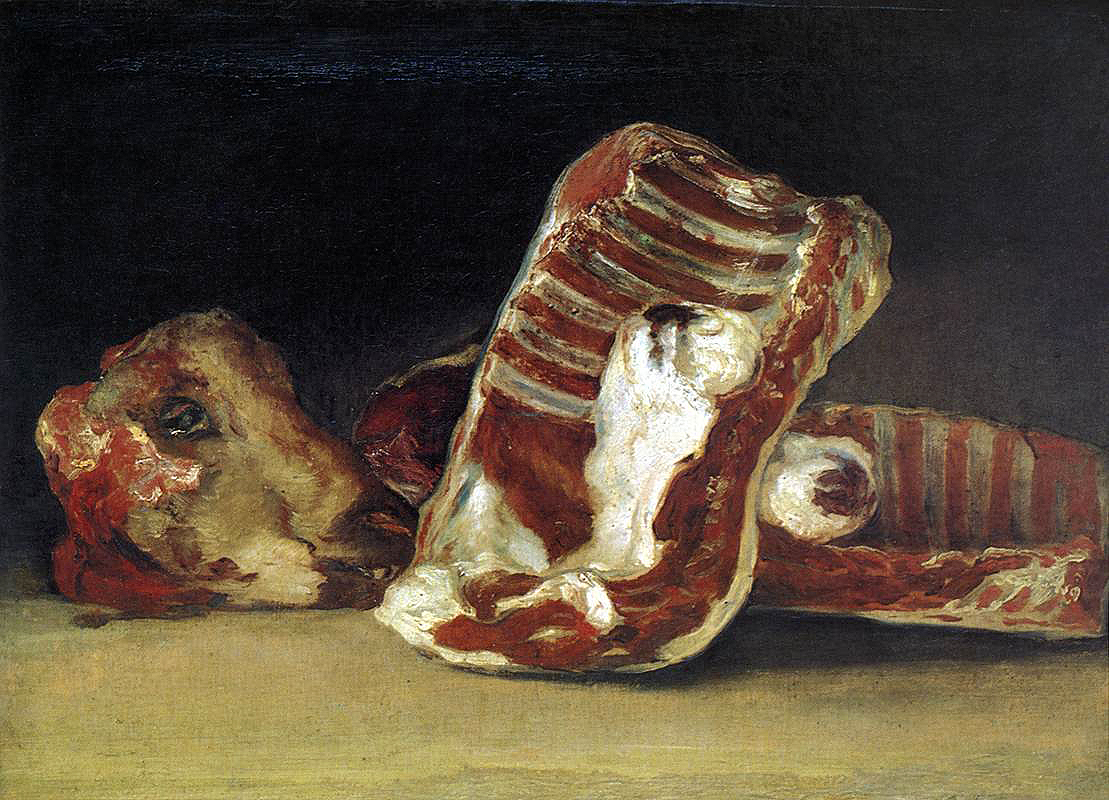
『羊の頭のある静物』1806年-1812年頃 ルーヴル美術館所蔵
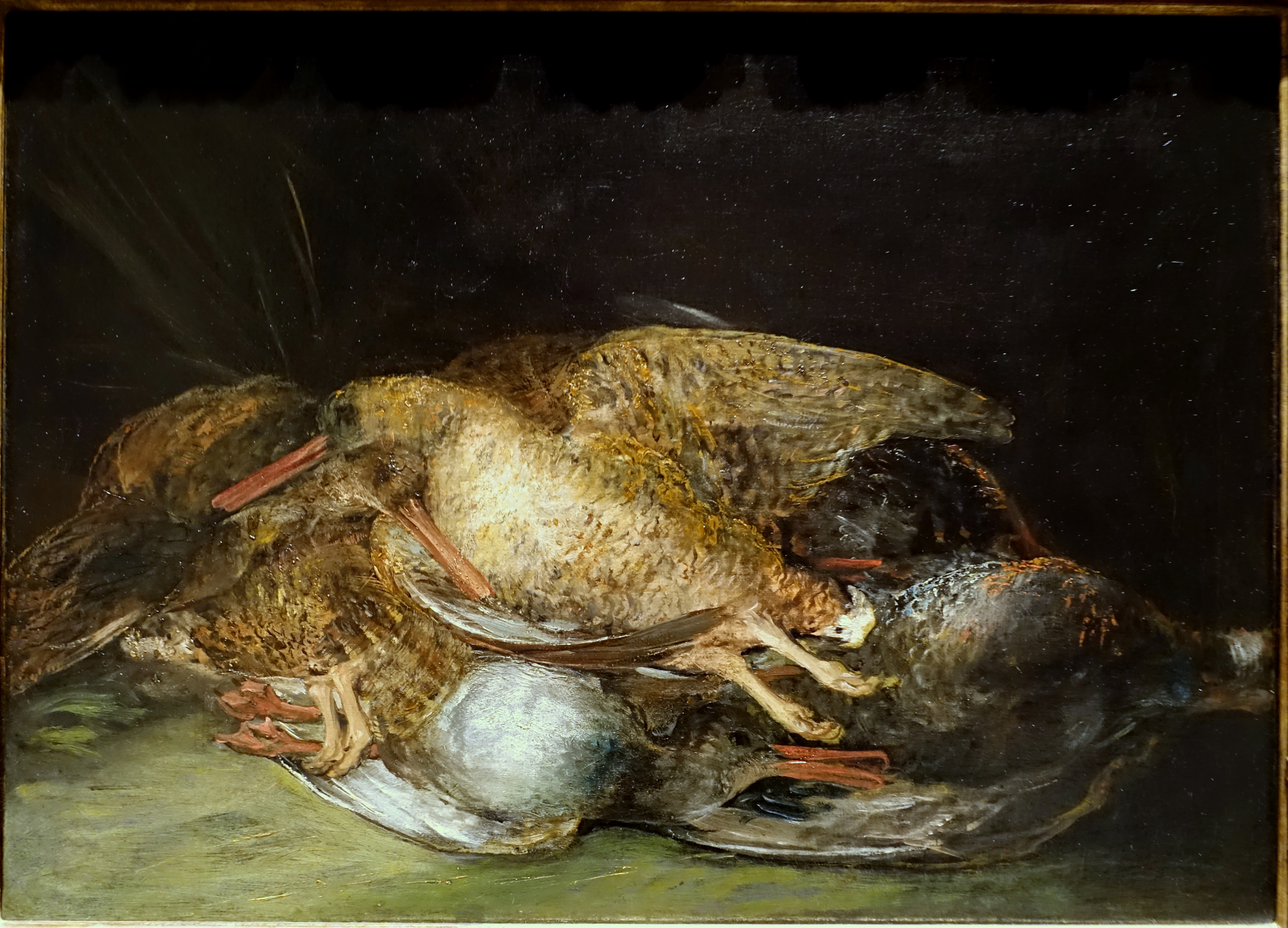
『ヤマシギのある静物』1806年-1812年頃 メドウズ美術館（英語版）所蔵
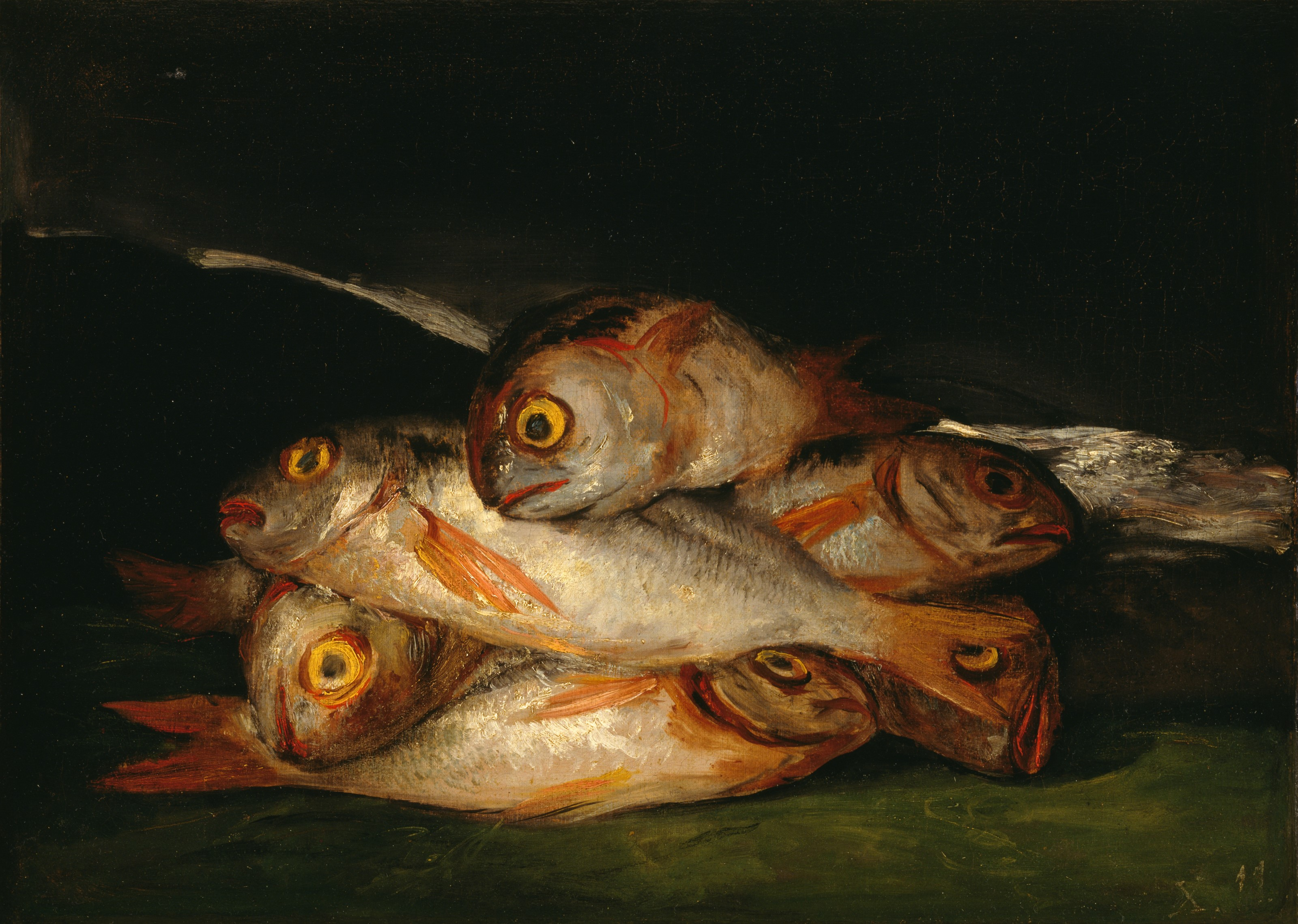
『平鯛のある静物』1808年 ヒューストン美術館所蔵
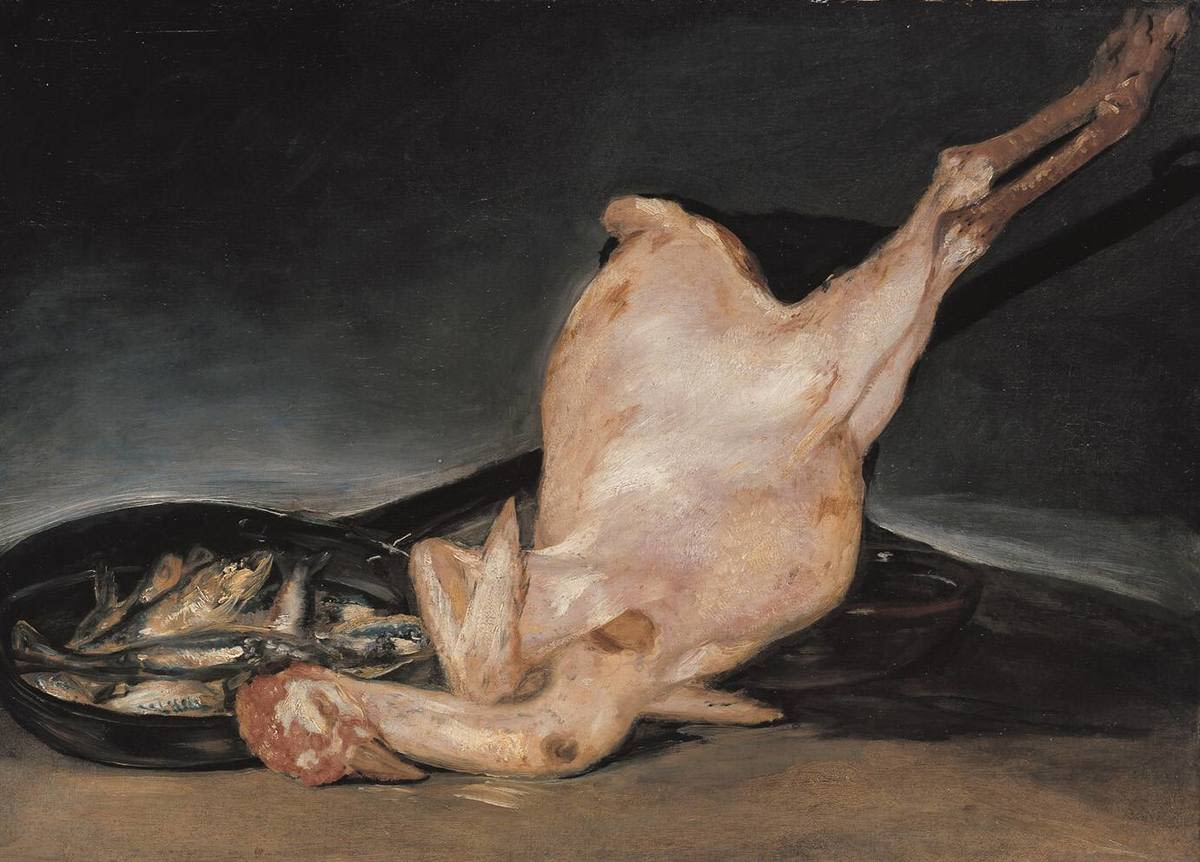
『羽をむしられた七面鳥』1808年-1812年頃 ノイエ・ピナコテーク所蔵
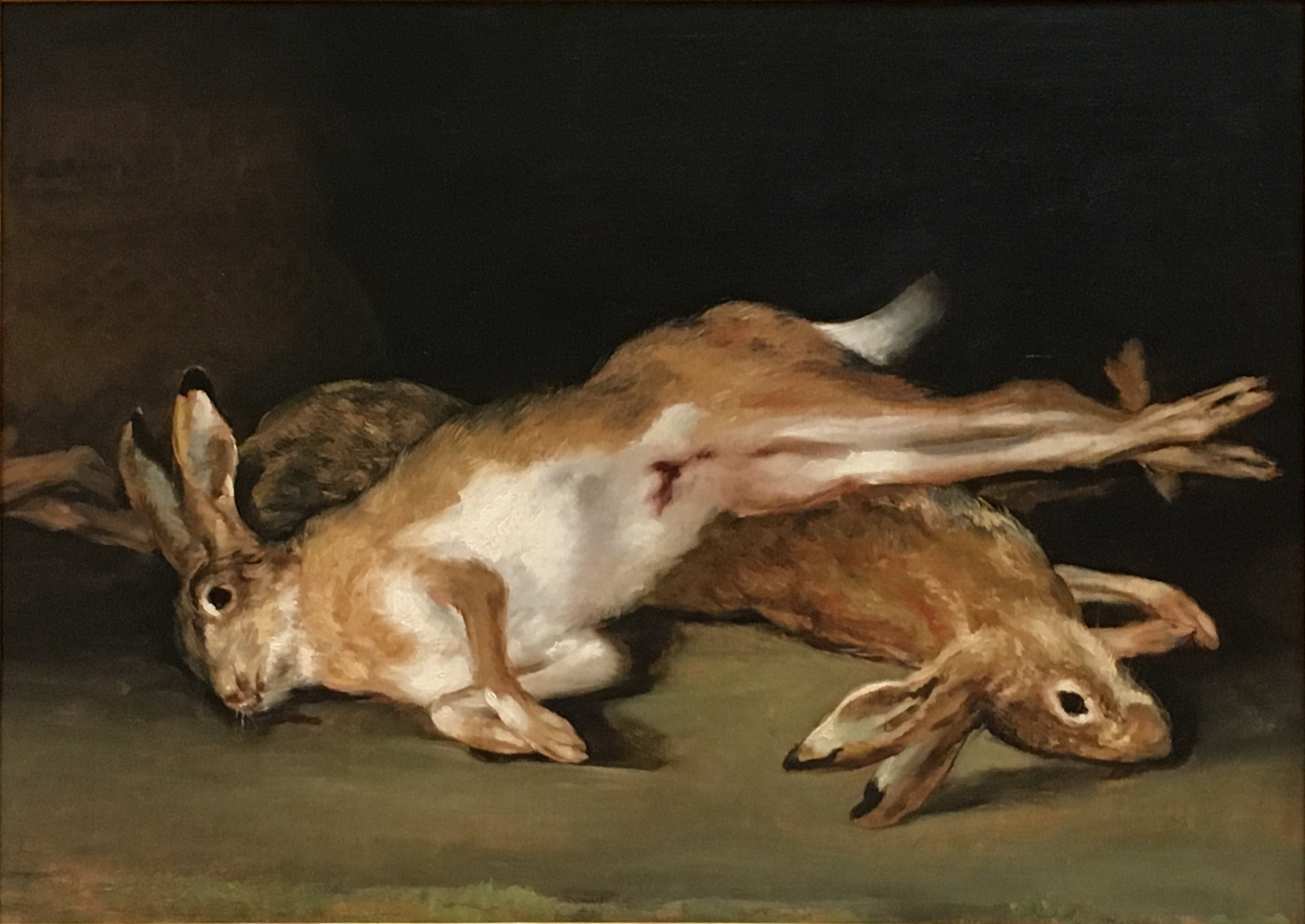
『死せる野ウサギ』1808年-1812年頃 個人蔵
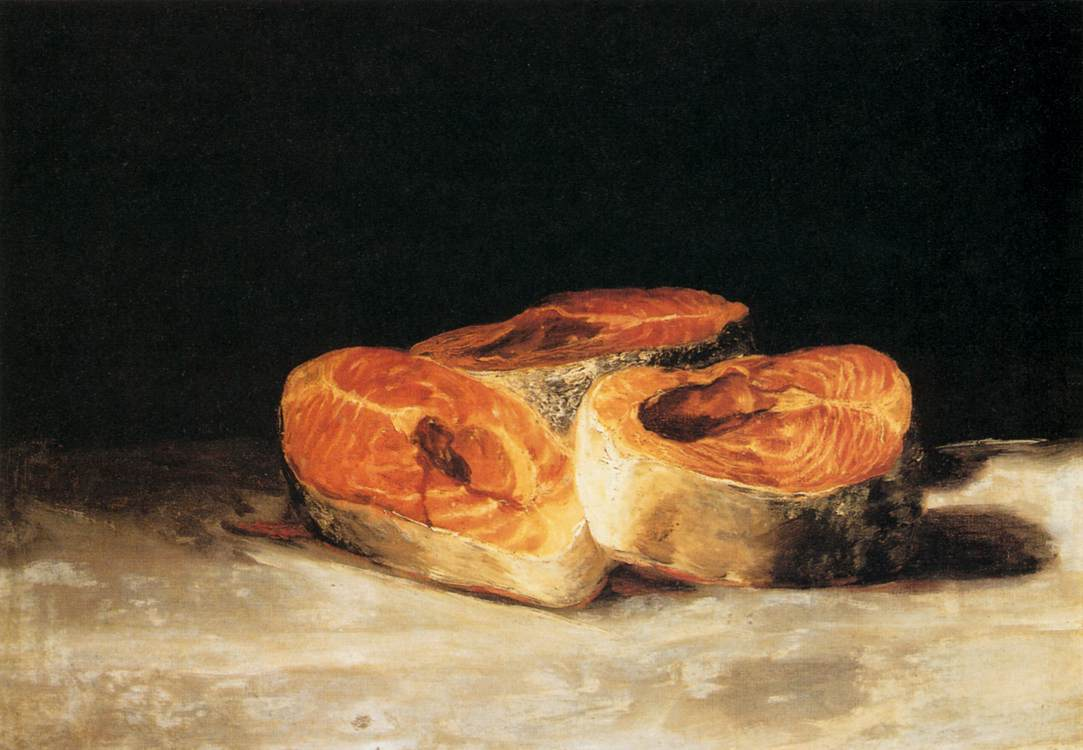
『鮭の切り身の静物』1808年-1812年頃 アム・レーマーホルツ（英語版）所蔵